# Beausejour Stadium
Das Beausejour Stadium ist ein Cricketstadion in der Nähe von Gros Islet im Gros-Islet-Quarter auf Saint Lucia. Es bietet 20.000 Zuschauern Platz. Am 5. April 2016 wurde bekanntgegeben, dass das Stadium in Darren Sammy National Cricket Stadium umbenannt werden soll, nachdem Kapitän Darren Sammy mit den West Indies die ICC World Twenty20 2016 gewann. Seinen früheren Namen verdankt es den Beausejour-Hügeln. Die Anlage wurde auf einer etwa 9 ha großen Fläche errichtet. Gastmannschaften stehen 18 Unterkünfte mit eigenem Trainingsraum, Lounge und Besprechungsraum zur Verfügung. 

## Lage
Das Stadion befindet sich im regenärmsten Gebiet St. Lucias im Nordosten der Rodney Bay, rund 6 Auto-Minuten von der Innenstadt Gros Islets entfernt an der Schnellstraße Castries–Gros Islet.

## Ausstattung
Das Beausejour Stadium erfüllt hohe Qualitätsstandards. Das „West Indies Cricket Board“ beabsichtigte nach der Eröffnung, diese Sportanlage zum Vorbild zu anderen Cricketstadien in der Karibik zu machen. Das Spielfeld ist in der Form eines Ovals ausgeführt und vier Flutlichtmasten ermöglichen day-night games. Die Enden des Spielfelds werden als Pavilion End und Media Centre End bezeichnet. Hier wurde 2003 erstmals ein day-night game in der Karibik ausgetragen.
Es gibt 18 Logen und 13.000 Sitzplätze; bei Bedarf kann deren Anzahl auf 20.000 erhöht werden.

## Sportveranstaltungen

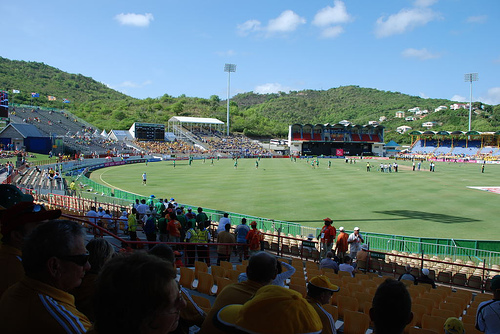
Cricket-Match im Beausejour Stadium 2010

Das erste Match wurde am 8. Juni 2002 als One-Day International ausgetragen. Die West Indies traten gegen Neuseeland an. Im Juni 2003 wurde hier das erste Test Match der West Indies gegen Sri Lanka ausgetragen. Während des Cricket World Cup 2007 wurden in diesem Stadion sechs Gruppenspiele und ein Halbfinale ausgetragen, beim ICC World Twenty20 2010 jeweils vier Gruppen- und Zwischenrundenspiele und beide Halbfinale. Auch wurden hier sechs Spiele des ICC Men’s T20 World Cup 2024 ausgetragen.
Das Stadion wird auch für Fußballspiele und andere Fußballveranstaltungen genutzt.